# Филократов мир
Филократов мир склопљен је 346. године п. н. е. између Атине и Македоније. Филипу IΙ је Атина de facto признала учествовање у грчкој политици. Представља увод у македонску хегемонију у Грчкој. Име је добила по Филократу, једном од Атињанина који је учествовао у преговорима.

## Увод
Македонско-атински сукоб отпочео је након пораза Атине у Савезничком и Трећем светом рату. Након победе над Фокиђанима у бици на Крочком пољу, Филип се почео приказивати као осветник бога Аполона. Он је 349. године започео опсаду Олинта, про-атинског града. Следеће године град јеосвојен чиме је Филип заузео Халкидики. 
Атински покушај организовања експедиције предухитри је Филип потакавши побуну у Еретрији. Атина, заузета гушењем устанка, није успела довршити експедицију. Због тога су у Пелу послати Демостен, Есхин и Филократ како би издејствовали мир. 

## Мир
Есхин је, касније, тврдио да је Демостена приликом преговора издала говорничка вештина што је Филипу омогућило да диктира своје услове. Договорено је да свака страна задржи оно што је освојила до склапања мира. Филип је из договора избацио атинске савезнике Фокиђане што му је омогућило да следеће године прође кроз Термопилска врата и покори Фокиду. 
Мир је био непопуларан у Атини. Есхин је оптужен за велеиздају, а Демостен је своје Филипике посветио оптужбама Филипа да крши уговор. Непријатељства су коначно ескалирала 338. п. н. е. То ће довести до слома грчке моћи у бици код Херонеје.